# Мандала

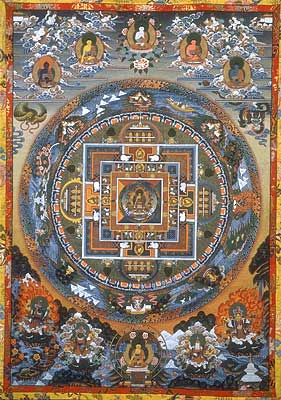
Пример

Ма́ндала, манда́ла (санскр. maṇḍala — круг; тибет. «килкхор» — центр и окружность) — симметричный рисунок в тантрической йоге буддизма и индуизма, в общем смысле символизирующий мир, вселенную. Мысленное представление мандалы с пониманием её устройства является важной частью медитации.
В основе мандалы может быть изображена диаграмма янтры.

## В буддизме
Мандала символизирует сферу обитания божеств, чистые земли будд.
Можно сказать, мандала — это геометрический символ сложной структуры, который интерпретируется как модель Вселенной, «карта космоса».
Типичная форма — внешний круг, вписанный в него квадрат, в который вписан внутренний круг, который часто сегментирован или имеет форму лотоса. Внешний круг — Вселенная, внутренний круг — измерение божеств, бодхисаттв, будд. Квадрат между ними ориентирован по сторонам света и имеет с каждой стороны Т-образные выходы, олицетворяющие ворота во Вселенную.
Квадрат поделен на четыре части. Пятая часть — центр. Каждая из частей имеет свою окраску. Цвет ассоциируется со сторонами света и с одним из будд, органов чувств, мудр, мантр.
Также мандала соотносится с календарными и хронологическими схемами.
Мандалы могут быть как двумерными, изображёнными на плоскости, так и объёмными, рельефными.
Их вышивают на ткани, рисуют на песке, выполняют цветными порошками и делают из металла, камня, дерева, теста. Мандалу даже могут вырезать из масла, которое окрашивают в соответствующие ритуальные цвета. Часто их изображают на полах, стенах и потолках храмов.
Мандала является настолько священной на Востоке, что рисуется под аккомпанемент особых ритуалов и сама может считаться объектом поклонения.
Некоторые из мандал выполняют из цветных порошков для проведения определённой ритуальной практики (например, в посвящении Калачакры). К концу ритуала сделанную мандалу разрушают.
С создания мандалы начиналось строительство индуистского храма, ведического алтаря или жилого дома. Их использовали для освящения индуистских храмов, театров, в буддизме — для посвящения в монахи. Чанакья (Каутилья) в трактате «Артхашастра» упоминает создание мандалы государства, которую использовали в политических целях.
Швейцарский психолог Карл Юнг идентифицировал мандалу как архетипический символ человеческого совершенства — ныне она используется в психотерапии в качестве средства достижения полноты понимания собственного «я». В Индии сохраняется сходное искусство — ранголи, или альпона.

## Галерея

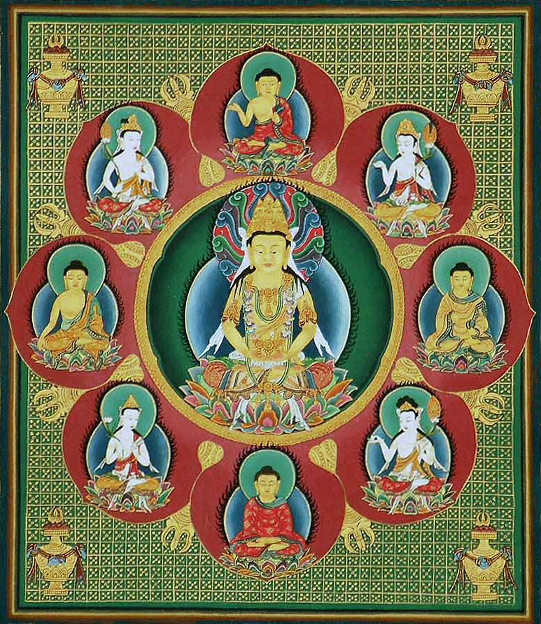
Центр Гарбхадхату (санскр. ) или Тайдзо-Кай (яп. ) -мандалы
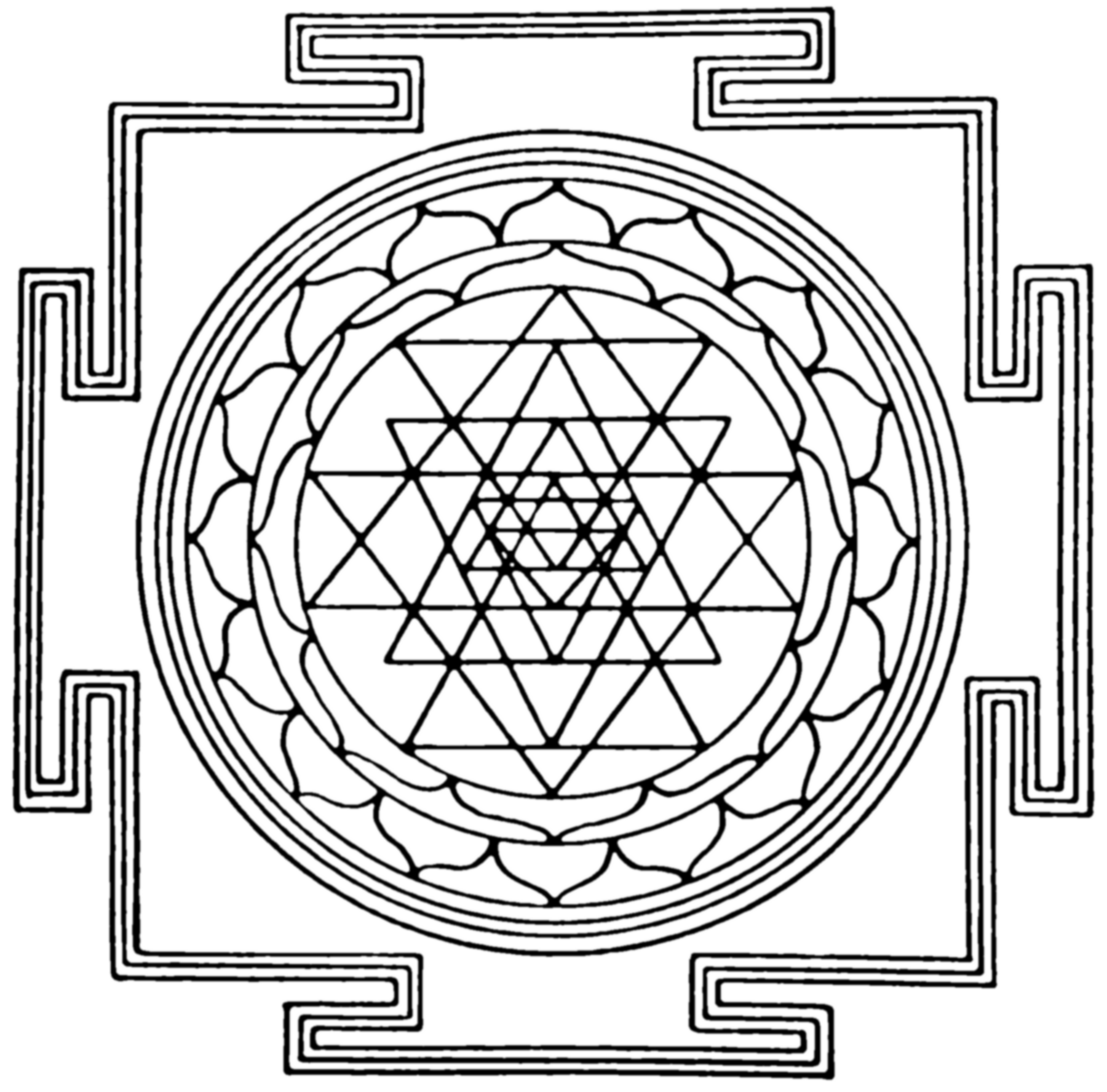
Схематический рисунок Шри-янтры
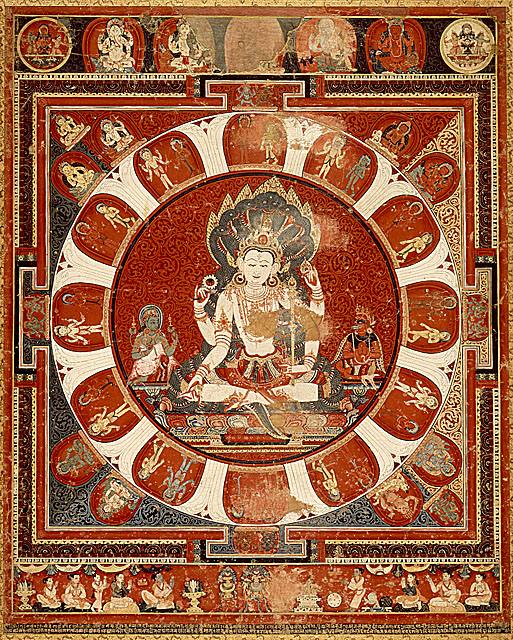
Вишну-мандала
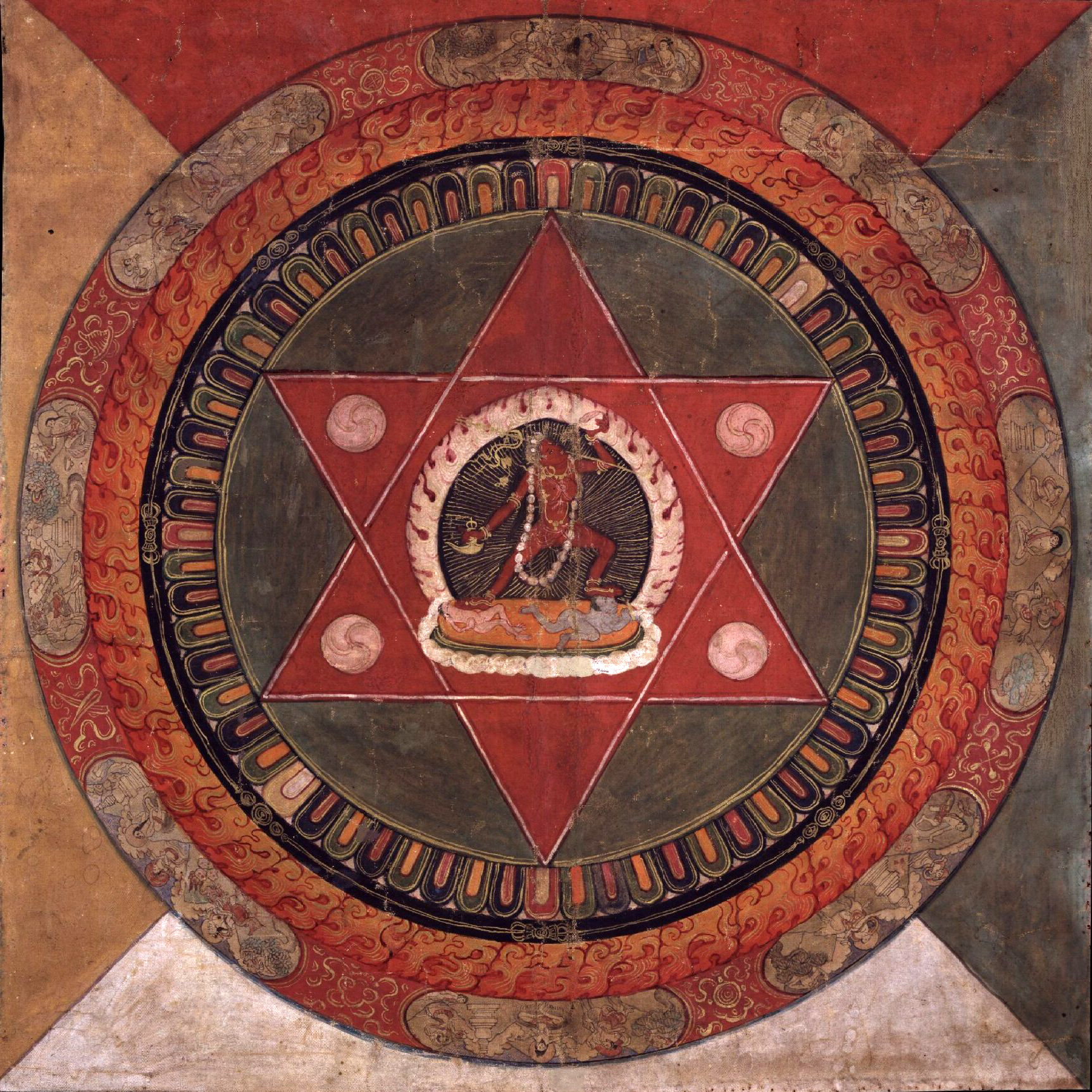
Рисованная тибетская мандала традиции Наропы XIX века, Ваджрайогини стоит в центре двух скрещённых красных треугольников, Художеств. музей Рубина
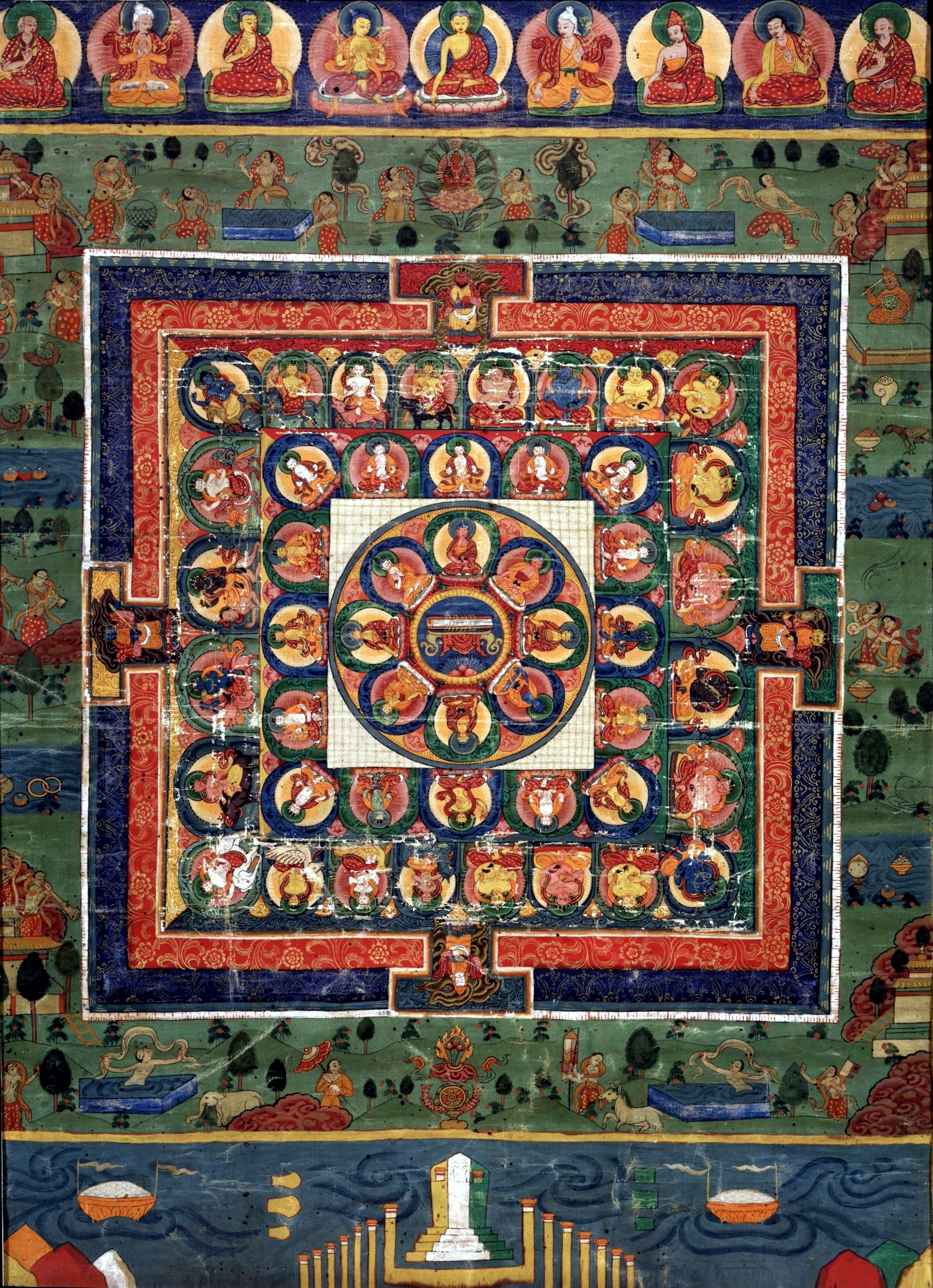
Рисованная мандала из Бутана XIX века, изображающая Будды Медицины с Праджняпарамитой в центре, Художеств. музей Рубина
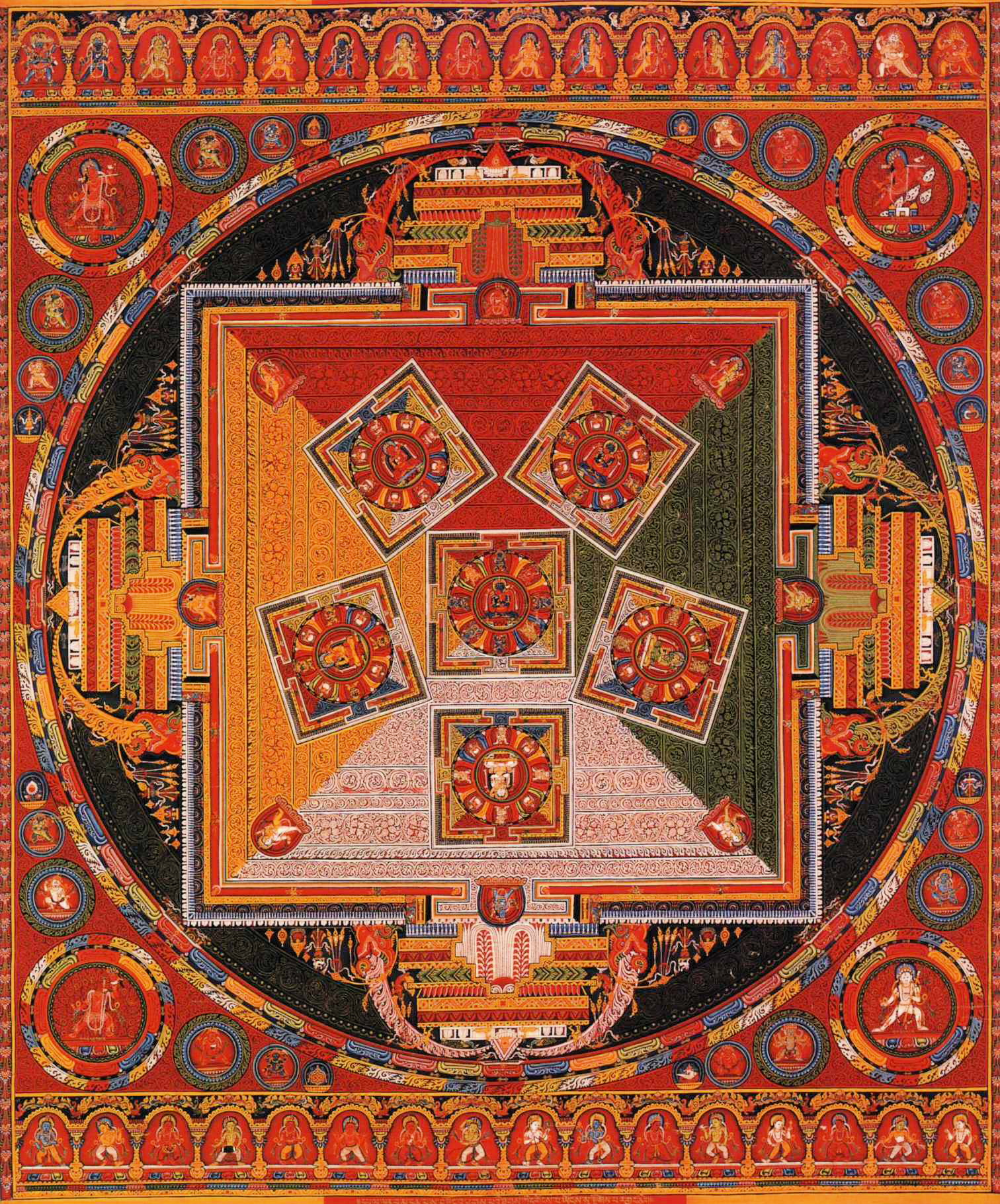
Мандала шести чакравартинов
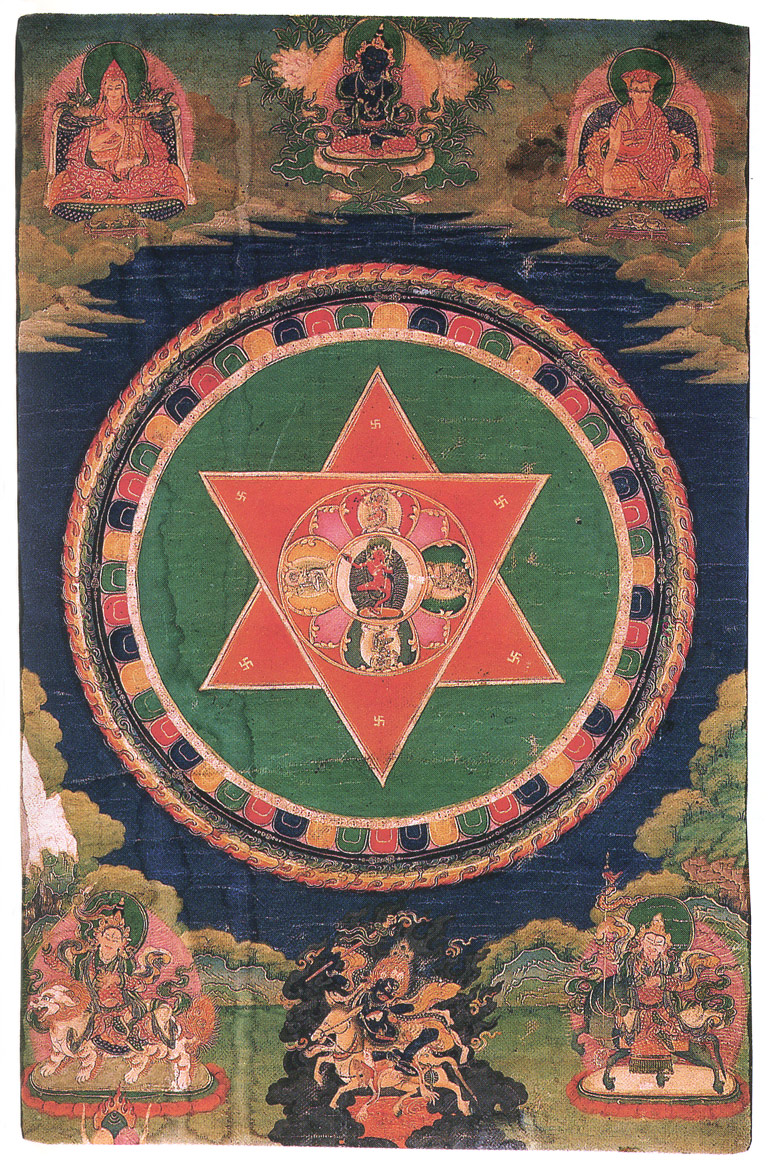
Мандала Ваджраварахи
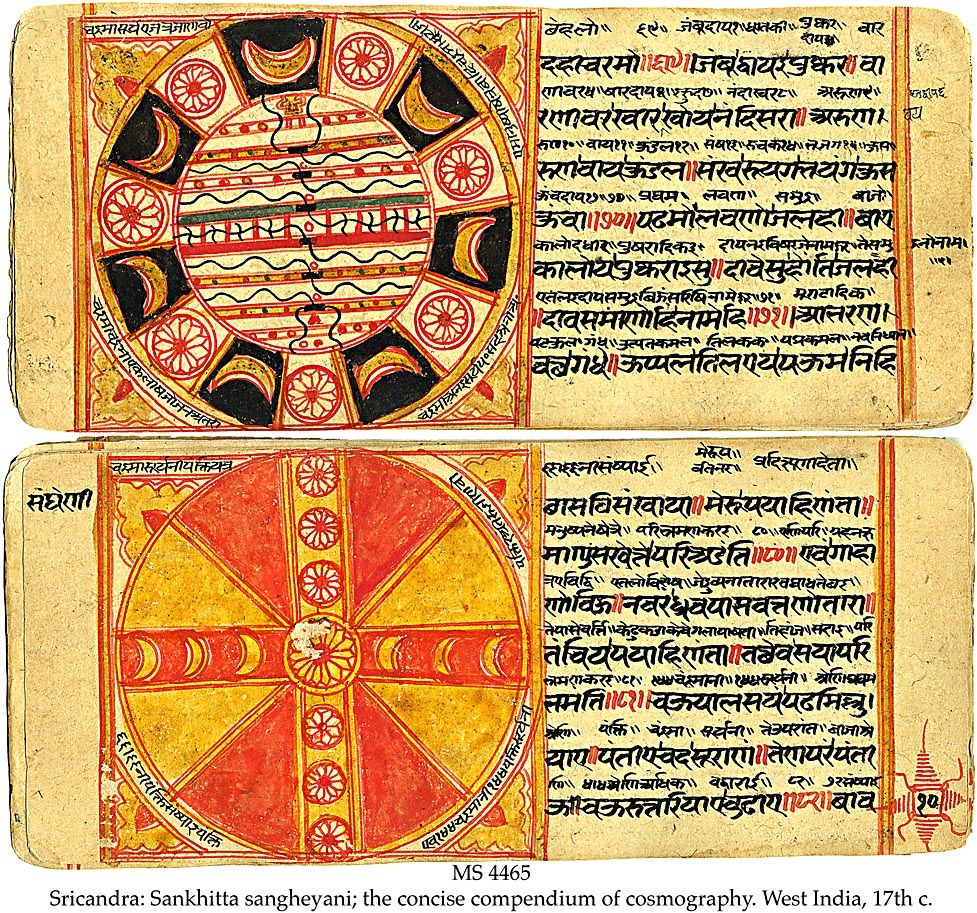
Джайнская космологическая схема и текст
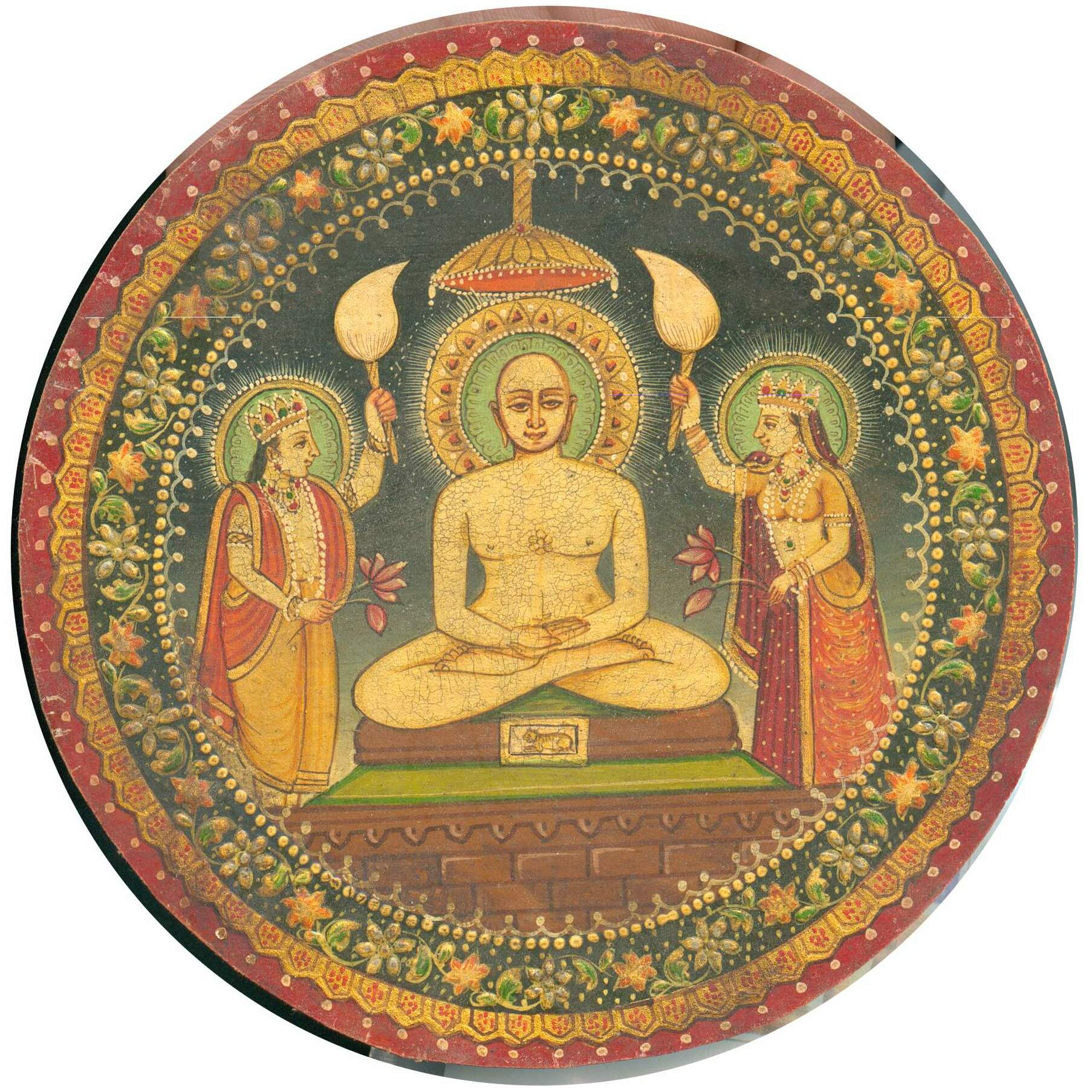
Джайнское изображение Махавиры
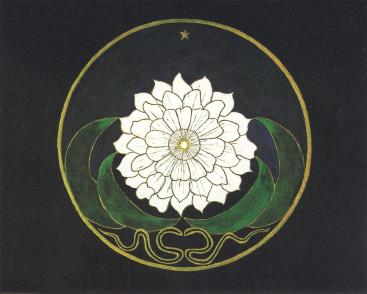
Мандала пациента Карла Юнга
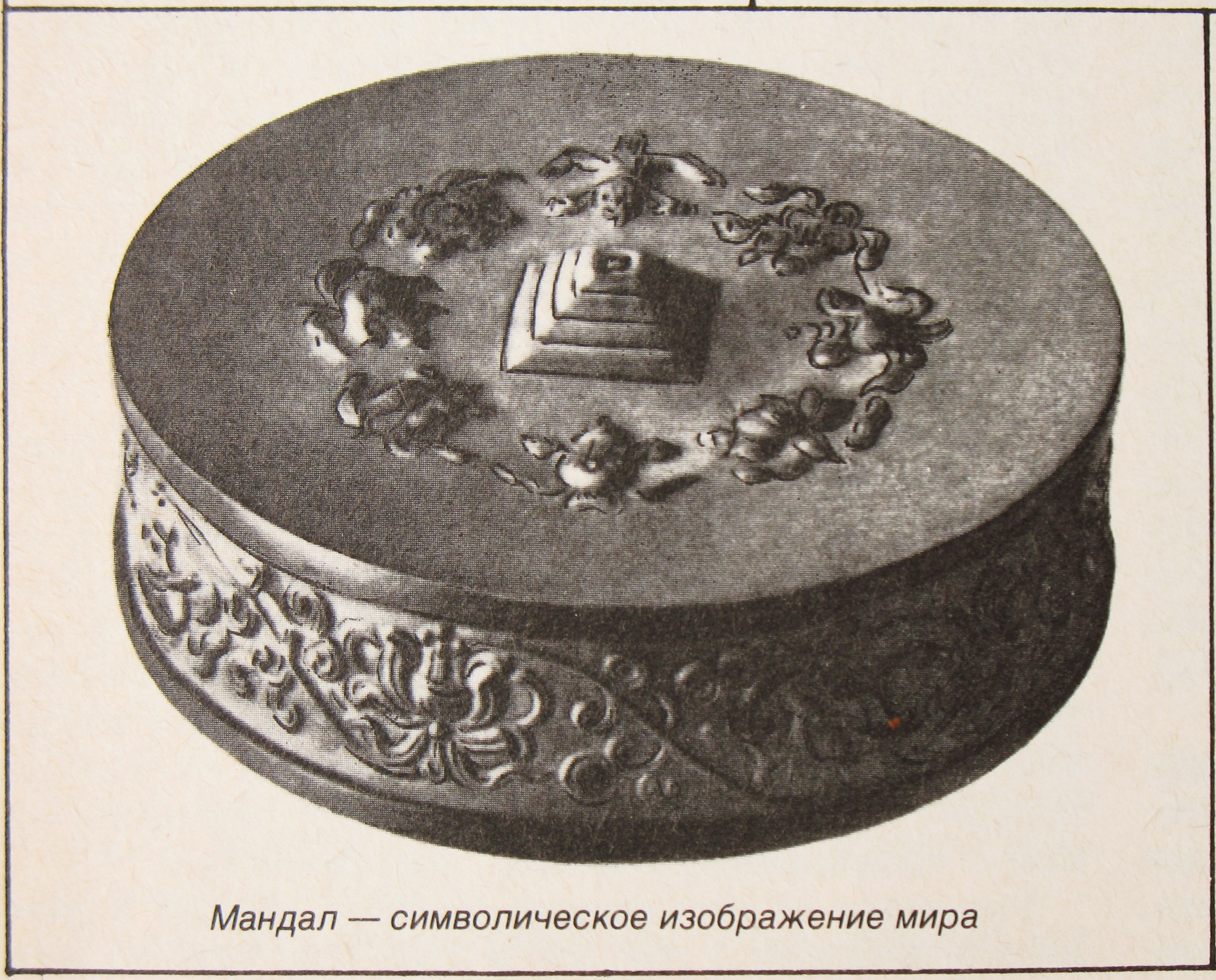
Мандала мира
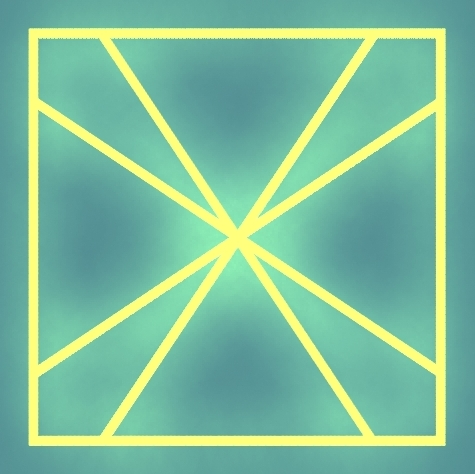
Простая мандала